# Veus mixtes
Un conjunt vocal -sigui un cor o un grup més reduït- s'anomena de veus mixtes quan integra cantaires o cantors d'ambdós sexes. Aquest és el cas de la majoria de corals, orfeons i, en general, cors amateurs, però al llarg de la història no sempre ha estat així. Així, per exemple, els grups encarregats de la polifonia vocal en els temples, en moltes religions han estat, i en molts casos continuen essent, formats exclusivament per veus masculines; i els anomenats cors de Clavé en el seu moment va estar igualment constituïts només per homes. En el cas que un cor o qualsevol altre grup vocal estigui constituït només per homes o només per veus femenines -sense nens, atès que aquests formen part de les denominades veus blanques- es considera un conjunt de veus iguals.